# Deb Fischer
Debra Strobel Fischer (Lincoln, Nebraska; 1 de marzo de 1951) es una política estadounidense. Actualmente representada al estado de Nebraska en el Senado de ese país desde 2013. Está afiliada al Partido Republicano.
En las elecciones al Senado de los Estados Unidos de 2024, obtuvo nuevamente el escaño por el estado de Nebraska, derrotando por amplio margen a su contrincante Dan Osborn.